# Simon Laminoy
Simon Laminoy est un peintre d'histoire, né à Noyon en 1623, et mort le 20 janvier 1683.
Octave Fidière le dit mort au château de Verrine, à Vrigny (Loiret) et inhumé dans l'église de Vrigny. Félix Herbet le dit mort à Paris

## Biographie
Simon Laminoy est le fils d'Antoine Laminoy, arpenteur et bourgeois de la ville de Noyon, et de Françoise de Hoey (1582-1648). Françoise de Hoey est la fille de Jean de Hoey (1545-1615) et de Marie Recoveri ou Recouvre, fille d'Antoine Ricoveri et petite-fille de Domenico Ricoveri del Barbiere, connu en France sous le nom de Dominique Florentin. Françoise de Hoey a été mariée en premières noces, le 4 mai 1601, avec Ambrosius Bosschaert ou van den Bossche, dit Ambroise Dubois (vers 1570-1614/1615), peintre du roi Henri IV, parents de Jean Dubois le Vieux, lui-même marié le 13 avril 1643 Marie Oultrebon, dont il a plusieurs fils : Jean Dubois dit Le Jeune (1645 - 1694) et Louis Dubois (1646 - 1702). Françoise de Hoey a été mariée en secondes noces avec Martin Fréminet (1567-1619),. Il est le frère d'Antoine Laminoy et de Marie Laminoy (†1658), mariée à René Brice, écuyer, sieur de Granval.
Peu informations sur sa carrière sont connues.
Simon a été reçu à l'Académie royale de peinture et de sculpture le 28 avril 1663 et confirmé le 19 juillet 1664 avec un tableau représentant le Siège de Montmédy.